# 貝淵陣屋
貝淵陣屋（かいふちじんや）、桜井陣屋（さくらいじんや）は、現在の千葉県木更津市貝淵にあった貝淵藩及び桜井藩の陣屋。廃藩置県後に木更津県の県庁が設置された。記録上、貝淵藩は上総国貝淵村、桜井藩は同国桜井村に陣屋を設置したとされているが、実際には両藩の陣屋は全く同一の場所にあった。

## 概要
文政8年（1825年）3月、林忠英が1万石の諸侯に列したことにより貝淵藩が成立する。忠英は当時、上総国望陀郡貝淵村と隣の桜井村の両村相交の地（境界線上）に2,500坪の陣屋を築いた。将軍徳川家斉の信任が厚かった忠英は1万8千石に加増されたものの、水野忠邦の天保の改革の開始とともに失脚し、8千石を没収された。その後、家督を相続した忠旭が隣の請西村に陣屋を移転したことから、新たに請西藩と称され、貝淵の旧陣屋はそのまま同藩の地方役所に転用された。移転の理由として、貝淵陣屋が江戸湾に近く、海防上の都合があったとされている。その後、戊辰戦争において4代藩主忠崇が新政府軍に敵対したため、同戦争における唯一の改易処分とされた。
その後、旧藩領の一部は駿河国小島藩から転封された上総国金ヶ崎藩領となったが、明治2年（1869年）3月、同藩は藩庁を望陀郡桜井村に移す。ただし、『千葉県史料』所収の「桜井県歴史」という記録には「望陀郡貝淵村ヘ陣屋ヲ移シ桜井藩ト改称セリ」、「金ヶ崎地理不便ノ故ヲ以テ桜井村ヘ陣屋相営度段伺之上桜井藩ト改称シ、同国望陀郡貝淵村貝淵桜井両村地所犬牙相接ヘ仮藩庁ヲ設置ス」と書かれており、実際には旧貝淵陣屋への移転であった。更に桜井藩の藩校時習館は請西村に置かれるなど、実態としては旧貝淵・請西藩を継承したものであった。これは旧請西藩が朝敵として改易された事情から、貝淵村ではなく、藩庁施設の一部を有した桜井村の名称を用いたものとされている。
廃藩置県後は桜井県、続いて木更津県の県庁が設置されたが、明治6年（1873年）の印旛県との合併に伴う千葉県設置に伴って廃止された。